# Ephydra acrostichalis
Ephydra acrostichalis är en tvåvingeart som beskrevs av Malloch 1925. Ephydra acrostichalis ingår i släktet Ephydra och familjen vattenflugor. Inga underarter finns listade i Catalogue of Life.